# Сысоев, Вячеслав Сергеевич
Вячеслав Сергеевич Сысоев (11 июня 1969 года, Новгород — 5 января 2001 года, Грозный) — прапорщик милиции РФ, боец 4-го оперативного взвода ОМОН при УВД Новгородской области. Кавалер Ордена Мужества (2001, посмертно).

## Биография

### Ранние годы
Родился 11 июня 1969 года в Новгороде. Окончил среднюю школу № 14 в 1984 году и СПТУ № 15 по специальности «электрогазосварщик». Прошёл срочную службу в пограничных войсках КГБ СССР, до 1994 года работал на предприятиях Новгорода. На службе в органах внутренних дел с 27 декабря 1994 года: пришёл туда в начале Первой чеченской войны, за несколько дней до отъезда чеченского ОМОНа в первую командировку на Северный Кавказ.

### Служба в Чечне
В звании рядового милиции Вячеслав Сысоев отправился в свою первую командировку в августе 1995 года. Ещё три командировки с его участием прошли с декабря 1995 по октябрь 1996 года. Он дослужился до звания прапорщика милиции, а всего участвовал в восьми командировках на Северный Кавказ (в том числе в шести в Чечню). В декабре 2000 года дважды отметился в боях:
- 8 декабря в районе села Алхан-Кала осуществлял прикрытие следственно-оперативной бригады, расследовавшей убийство семьи в селе. Во время следования в базовый район колонна вступила в бой против боевиков: ими был подорван головной БТР-70, а затем ими же открыт огонь из автоматического оружия и подствольных гранатомётов. Вячеслав вызвал огонь на себя и подавил основные огневые точки противника. Потерь среди личного состава бригады не было.
- 21 декабря в том же селе в районе элеватора разведгруппа внутренних войск попала в засаду боевиков и запросила поддержку. Вячеслав в составе группы ОМОН выехал на место боя и, заняв огневую позицию, прицельным огнём уничтожил значительную часть противника и принял участие в эвакуации раненых и погибших.

### Гибель
5 января 2001 года Сысоев был в составе группы бойцов ОМОН при УВД Новгородской области, которая выполняла боевое задание в Ленинском районе Грозного. Сысоев занимал позицию пулемётчика в автомашине «Урал». В 15:30 в районе 10-го блокпоста автомашина была обстреляна из автоматического оружия с крыш прилегающих домов и подорвана на радиоуправляемом фугасе. Сысоев, который в момент подрыва находился с правой стороны, принял на себя основной удар взрывной волны, закрыв от осколков товарища, чем спас его жизнь. При взрыве пострадали три человека (двое получили лёгкие ранения). Сам прапорщик Сысоев скончался от полученного ранения на месте.
У Вячеслава остались мать, жена, дочь Таня (13 лет на момент гибели отца) и сын Андрей (3 года). Помимо Сысоева, ещё 3 человека (капитан Волков А.Ю., младший лейтенант Иванов В.Н. и прапорщик Сухов А.В. погибли при исполнении служебного долга на территории Северного Кавказа с 1995 года и были посмертно также награждены орденом Мужества.

## Память
Прощание прошло в актовом зале здания №2 областного УВД 10 января 2001 года. В тот же день был похоронен в деревне Ракомо Новгородского района.
Указом Президента Российской Федерации №1247 от 25 октября 2001 года он был посмертно награждён орденом Мужества с формулировкой «за мужество и героизм, проявленные при исполнении служебного долга в условиях, сопряженных с риском для жизни». Орден Мужества получили из рук начальника Управления внутренних дел Новгородской области генерал-майора Александра Богданова мать и вдова Вячеслава. 4 июня 2002 года приказом МВД России навечно зачислен в списки личного состава ОМОН при УВД Новгородской области.
Имя Сысоева значится на мемориальной доске УВД Новгородской области (приказ начальника УВД от 6 февраля 2001 года), на Мемориальной доске военнослужащим-новгородцам в церкви Александра Невского и на плите Мемориала участникам локальных вооружённых конфликтов (обе находятся в новгородском микрорайоне Григорово).